# 福井月斎
福井 月斎（ふくい げっさい、1852年（嘉永5年）- 1935年（昭和10年））は、明治～昭和初頭の日本画家。
江戸の出身。本名が金次郎であることから別号を金穂と称した。上京して狩野第十代を称した狩野永祥（1810-1886）に師事、やがて独自の絵画を展開、大阪（東区博労町）に移住し、青木嵩山堂より多くの縮図、画譜を篇纂出版した。明治29年（1896）1月12日、住吉大社宮司津守國美より「住吉大社絵所預」を拝命。以後、『藤原金穂』と称した。住吉大社の祭礼や故事などを題材にした作品を多く残した。晩年は大海神社北東の竹叢にて療養閑居した。享年84歳（満83歳）。

## 年譜
- 嘉永5年（1852）江戸で生まれる
- 明治7年（1874）京狩野第十代、狩野永祥に師事
- 明治25年（1892）福井月斎縮図『景文花鳥畫譜』（青木嵩山堂）
- 明治26年（1893）福井月斎縮図『中古諸名家畫譜』（青木嵩山堂）
- 明治26年（1893）福井月斎縮図『光琳畫譜』（青木嵩山堂）
- 明治27年（1894）福井月斎縮図『菊池容斎歴史畫譜』(青木嵩山堂)
- 明治28年（1894）福井月斎縮図『狩野常信花鳥畫譜』[2](青木嵩山堂)
- 明治28年（1895）福井金次郎縮写『中古名家聚美画譜』(青木嵩山堂)
- 明治29年（1896）福井月斎編『緒大家山水畫譜』(青木嵩山堂)
- 明治28年（1895）畝傍山陵図　第四回内国勧業博覧会褒状受賞
- 明治29年（1896）官幣大社住吉神社宮司（津守國美）より「住吉絵所預」を拝命
- 明治29年（1896）大阪市立日本絵画共進会に出品　「宮島満干岩図」表彰一等
- 明治29年（1896）福井金次郎縮図『土佐家画譜』(青木嵩山堂)
- 明治30年（1897）福井月斎編『緒大家人物畫譜』(芸艸堂)
- 明治30年（1897）住吉絵所預藤原金穂筆『住吉頭図』（津守國美賛）
- 明治31年（1898）福井月斎編『緒大家花鳥畫譜』（青木嵩山堂）
- 明治32年（1899）藤原金穂『大阪築港採石図』住吉大社蔵
- 明治37年（1904）11月14日墳使に同行『畝傍山図』（住吉大社蔵）
- 明治42年（1909）藤原金穂『官幣大社住吉神社大阪築港船渡御之図』（大阪城天守閣蔵）
- 大正15年（1926）藤原金穂『住吉大社年中行事六祭之図』六幅（住吉大社蔵）
- 昭和2年（1927）福井金穂『住吉大神御神影』（住吉大社蔵）
- 昭和2年（1927）福井金穂『住吉踊図』（住吉大社蔵）
- 昭和3年（1928）福井金穂　喜寿翁金稲穂『住吉踊』（住吉大社蔵）
- 昭和3年（1928）藤原金穂『昭和歳次戊辰元旦勅題山色新之図』（住吉大社蔵）